# Neoapaloxylon tuberosum
Neoapaloxylon tuberosum är en ärtväxtart som först beskrevs av René Viguier, och fick sitt nu gällande namn av Stephan Rauschert. Neoapaloxylon tuberosum ingår i släktet Neoapaloxylon och familjen ärtväxter. Inga underarter finns listade i Catalogue of Life.